# Назайкінський Євгеній Володимирович
Назайкінський Євгеній Володимирович (рос. Евгений Владимирович Назайкинский, 12 серпня 1926 — 3 квітня 2006) — радянський, російський музикознавець, доктор мистецтвознавства.

## Біографічні відомості
Народився у селі Нова Маликла Ульяновскої області. В 1955 р. закінчив Державний музично-педагогічний інститут ім. Гнесиних, там же займався в аспірантурі. Учень Н. А. Гарбузова, О. М. Агаркова, С. С. Скребкова (науковий керівник кандидатської дисертації «Про музичний темп», Московська консерваторія, 1967).
В 1952—1962 р. працював у Лабораторії музичної акустики. З 1962 викладач (з 1976 професор) Московської консерваторії, в 1972—1974 декан факультету підвищення кваліфікації при Московській консерваторії. З 1991 по 2006 р. голова Спеціалізованої ради по захисту дисертацій при Московській консерваторії. Брав участь у роботі експертних рад Вищих атестаційних комісій, а також наукових конференцій і симпозіумів, у тому числі міжнародних. Виступав із циклами лекцій і доповідями в Німеччині, Австрії, Японії, Канаді й ряді інших країн.

## Творча спадщина
Євгеній Назайкінський є автором понад 100 наукових публікацій, серед найбільш значимих -
- О музыкальном темпе. (Про музичний темп) М., 1965
- О психологии музыкального восприятия. (Про психологію музичного сприйняття) М., 1972
- Логика музыкальной композиции. (Логіка музичної композиції) М., 1982
- Звуковой мир музыки. (Звуковий світ музики) М., 1988
- Стиль и жанр в музыке. (Стиль і жанр у музиці) М., 2002

## Джерело
- сайт Московської консерваторії

1. ↑  https://www.biografija.ru/biography/nazajkinskij-evgenij-vladimirovich.htm